# Adenanthos detmoldii
Adenanthos detmoldii är en tvåhjärtbladig växtart som beskrevs av F. Müll.. Adenanthos detmoldii ingår i släktet Adenanthos och familjen Proteaceae. Inga underarter finns listade i Catalogue of Life.